# Бабош, Тимея
Тимея Бабош (венг. Babos Tímea; родилась 10 мая 1993 года в Шопроне, Венгрия) — венгерская теннисистка; победительница четырёх турниров Большого шлема в парном разряде (Открытый чемпионат Австралии-2018, -2020, Открытый чемпионат Франции-2019, -2020); финалистка шести турниров Большого шлема (четыре раза в женском парном разряде и два раза в миксте); победительница трёх Итоговых турниров в парном разряде (2017, 2018, 2019); победительница 30 турниров WTA (из них три в одиночном разряде); бывшая первая ракетка мира в парном разряде.
В юниорах: победительница трёх юниорских турнира Большого шлема в парном разряде; финалистка двух юниорских турниров Большого шлема в парном разряде (Открытый чемпионат Франции-2009, Открытый чемпионат Австралии-2010); бронзовый призёр теннисного турнира юношеских Олимпийских игр в парном разряде.

## Общая информация
Тимея — одна из двух дочерей Чабы и Жужаны Бабош. Её сестру зовут Шуши (также играет в теннис и в своё время выигрывала соревнования в рамках NCAA). Семья Бабош владеет теннисным клубом в Шопроне.
В восемь лет, по протекции отца, Тимея пришла в теннис. На корте Бабош предпочитает действовать максимально агрессивно, любимое покрытие — хард, лучший удар — подача.
Помимо тенниса венгерка занимается плаванием и в своё время была чемпионкой страны в одной из юниорских категорий.

## Спортивная карьера

### Начало карьеры
Первые титулы на турнирах ITF с минимальным призовым фондом Тимея завоевала в 2009 году (два в одиночном и один в парном).
В том же году она смогла выйти в финал парного Открытого чемпионата Франции среди юниоров, выступая совместно с Хезер Уотсон. Успешно венгерская теннисистка выступила на юниорском уровне в 2010 году. В парном разряде она смогла дойти до финала на всех турнирах серии Большого шлема в сезоне среди девушек. Лишь на Открытом чемпионате Австралии, где она выступала в альянсе с Габриэлой Дабровски, Бабош проиграла в решающей встрече. Зато на оставшихся трёх турнирах: Открытом чемпионате Франции, Уимблдонском турнире и Открытом чемпионате США ей удается завоевать юниорские титулы, сыграв в паре с американкой Слоан Стивенс. За сезон 2010 года она также смогла выиграть два 25-тысячника ITF в одиночном и четыре в парном разрядах. В июле того же года у себя на родине Бабош дебютировала в основных соревнованиях WTA-тура, сыграв на турнире в Будапеште.
В 2011 году Бабош выиграла по три 25-тысячника и по одному 50-тысячнику ITF в одиночном и парном разрядах. В феврале она сыграла первые матчи за Сборную Венгрии в розыгрыше Кубка Федерации. В рейтингах по итогам сезона она занимает позиции в середине второй сотни. В феврале 2012 года на грунтовом турнире в Боготе она сумела пройти в полуфинал. Затем на турнире в Монтеррее Тимея выиграла свой дебютный титул WTA. Обыграв по ходу турнира в том числе двух сеянных: Сорану Кирстю и Сару Эррани, в финале она обыгрывает румынку Александру Каданцу 6-4, 6-4. Таким образом Бабош впервые поднялась в топ-100 мирового рейтинга. На дебютном в основной сетке турнире серии Большого шлема Открытом чемпионате Франции она на старте разгромно проигрывает Сесиль Каратанчевой. В июне на травяном турнире в Бирмингеме она выигрывает парный трофей, выступив в альянсе с Се Шувэй. На Уимблдонском турнире Тимее удается выйти во второй раунд, где она в упорной борьбе проиграла 20-й ракетке мира Надежде Петровой 4-6 7-6(3) 7-9. После Уимблдона Бабош приняла участие в летних Олимпийских играх в Лондоне. В одиночном турнире она во втором раунде проиграла Анжелике Кербер, а в парном разряде совместно с Агнеш Савай проиграла уже на старте. На Открытом чемпионате США венгерка выбывает в первом раунде. 2012 год Бабош завершила в первой сотне, заняв 64-е место.

### 2013—2015 (парный финал Уимблдона и топ-10 парного рейтинга)
На Открытом чемпионате Австралии 2013 года Бабош проигрывает в первом раунде. В феврале в паре с Мэнди Минеллой выигрывает главный приз турнира в Боготе. На турнире во Флорианополисе Тимея выходит в 1/4 финала. В начале апреля она достигла того же результата на турнире в Монтеррее. На этих соревнованиях она смогла выиграть во втором раунде Ану Иванович (17-я в мире на тот момент) и завоевать парный трофей в дуэте с японкой Кимико Датэ-Крумм. Еще один приз она выиграла в конце апреля в парном розыгрыше турнира в Марракеше (совместно с Мэнди Минеллой). В мае, находясь в рейтинге во второй сотне, побеждает на 50-тысячнике ITF в Йоханнесбурге. Не попав в основную сетку среди одиночек на Ролан Гаррос, на следующем Большом шлеме — Уимблдоне, она выбывает в первом раунде. В июле на турнире в Будапеште в 1/4 финала она проиграла Симоне Халеп. В августе она выиграла парный розыгрыш турнира младшей серии WTA 125 в Сучжоу совместно Михаэллой Крайчек. На Открытом чемпионате США Бабош уступает в первом раунде Роберте Винчи (13-я ракетка мира). В дуэте с Ярославой Шведовой ей удалось в сентябре выиграть парный титул в Ташкенте. Под конец сезона она сумела в одиночном рейтинге вернуться в топ-100, заняв по его итогам 88-ю строчку.
В начале 2014 года в альянсе с Луцией Шафаржовой Бабош выигрывает парные соревнования турнира Премьер-серии в Сиднее. На Австралийском чемпионате она выбывает в первом же раунде. В апреле с Чжань Хаоцин она выиграла парный титул турнира в Куала-Лумпуре. Затем венгерская теннисистка победила на 75-тысячнике ITF в Гифу. Летом она смогла добиться отличного результата на Уимблдонском турнире. Если в одиночном разряде Бабош проиграла уже в первом раунде, то в парных соревнованиях смогла выйти в финал, выступив на турнире с француженкой Кристиной Младенович. В первом в своей карьере титульном матче Большом шлема Бабош и её партнёрша проиграли итальянскому дуэту Роберта Винчи/Сара Эррани со счётом 1-6, 3-6.
В августе Бабош и Младенович смогли дойти до финала на престижном турнире в Цинциннати. На Открытом чемпионате США проигрывает свои стартовые матчи во всех разрядах. В октябре Тимее покоряется 100-тысячник ITF в Пуатье. Это выступление позволило под конец сезона вернуть место в топ-100 мирового рейтинга (99-е место по итогам сезона).
На Открытом чемпионате Австралии 2015 года Бабош третий год подряд выбывает в первом раунде. В феврале в паре с Младенович ей удается выиграть титул на турнире серии Премьер 5 в Дубае. В начале мая они выиграли турнир в Марракеше. Там же Бабош смогла выйти во второй одиночный финал WTA-тура, но в борьбе за главный трофей проиграла Элине Свитолиной 5-7, 6-7(3). В мае, выступив вновь в паре с Младенович, венгерка смогла победить на турнире серии Премьер 5 в Риме. В финале их дуэт переиграл первых номеров посева Саню Мирзу и Мартина Хингис. Для Бабош этот титул стал десятым в карьере, выигранным в парных соревнованиях WTA-тура. На Открытом чемпионате Франции она в первом раунде проиграла Анжелике Кербер (№ 11 в мировом рейтинге). На Уимблдонском турнире Тимея во втором раунде встретилась с лидером мирового тенниса Сереной Уильямс и проиграла 4-6, 1-6. В парном же турнире Бабош и Младенович смогли дойти до полуфинала турнира, а в смешанном парном разряде, выступив с австрийцем Александром Пейей и вовсе смогла дойти до финала, но их пара проиграла Леандеру Паесу и Мартине Хингис.
В августе 2015 года, попав через квалификацию в основную сетку турнира в Цинциннати, Бабош смогла обыграть 17-ю в мире Саманту Стосур 7-6(6), 4-6, 7-5, но уже в следующем раунде она проигрывает Каролине Плишковой из Чехии (№ 7 в мире). На Открытом чемпионате США в первом раунде Тимея вновь сыграла со Стосур, но на этот раз австралийка смогла одержать победу. В октябре на турнире в Тяньцзине венгерская теннисистка проходит в четвертьфинал. В ноябре она смогла выиграть турнир младшей серии WTA 125 в Тайбэе. Благодаря своим выступлениям в парах по ходу сезона, Бабош и Младенович отобрались на Финал тура WTA. На групповом этапе этого турнира их дуэт смог выиграть одну из трёх встреч и завершил выступления. По итогам 2015 года Тимея в одиночном рейтинге заняла 70-е место, а в парной классификации остановилась в шаге от топ-10, заняв 11-ю строчку.

### 2016—2018 (парные победы в Австралии и на Итоговых турнирах, № 1 в парном теннисе)
На старте сезона 2016 года Бабош вышла в полуфинал турнира в Шэньчжэне. На Австралийском чемпионате ей впервые удалось пройти в стадию второго раунда. В феврале на турнире в Санкт-Петербурге Тимея вышла в 1/4 финала. В марте на турнире в Майами ей удалось выйти в четвёртый раунд, а в парном турнире совместно с Ярославой Шведовой дойти до финала. В апреле, играя на грунте она смогла попасть в четвертьфинал турнира в Катовице и полуфинал турнира в Рабате. На Уимблдоне дуэт Бабош и Шведова смог выйти в парный финал, где в борьбе за титул они проиграли сёстрам Уильямс — 3-6, 4-6.
В начале августа 2016 года на турнире во Флорианополисе Бабош смогла выйти в финал в одиночном и парном разряде (с Рекой Луцей Яни, но оба финала были проиграны. На Олимпийских играх в Рио-де-Жанейро Бабош выступила неудачно, проиграв в первом раунде, как в одиночках, так и в парах. После Олимпиады Тимея смогла хорошо проявить себя на турнире серии Премьер 5 в Цинциннати, где начав с квалификации, смогла добраться до четвертьфинала. На Открытом чемпионате США она впервые вышла в третий раунд Большого шлема в одиночном разряде, а в сентябре достигла наивысшей для себя 25-й строчки в одиночном рейтинге. В октябре она сыграла в 1/4 финала турнира в Москве.
2017 год Бабош провела в одиночном разряде менее удачно, зато прибавила в парном разряде. Начала сезон она с парного титула турнира в Сиднее в команде с Анастасией Павлюченковой. В феврале на зальном турнире в Будапеште она выиграла второй в карьере одиночный титул WTA. В финале была переиграна Луция Шафаржова со счётом 6-7, 6-4, 6-3. Весной Бабош стала сотрудничать в парном разряде с Андрей Главачковой и в начале мая уже на первом совместном турнире в Рабате они взяли трофей. Затем они добрались до финала крупного турнира в Мадриде и полуфинала в Риме. На Открытом чемпионате США Бабош и Главачкова доиграли до 1/4 финала в женских парах. После выступления в США Тимея смогла на турнирах в Квебеке и Ташкенте выйти в финал в одиночках. Концовку сезона пара Бабош и Главачкова провели сверхудачно. После выступлений в США они выиграли подряд два турнира (в тех же Квебеке и Ташкенте), а также вышли в финал крупного турнира в Пекине. Ещё одни трофей они взяли на турнире в Москве и в отличной форме отправились покорять Итоговый турнир WTA. Здесь в полуфинале наконец-то удалось переиграть первую пару мирового рейтинга Мартину Хингис и Чжань Юнжань, а затем в финале победили Кики Бертенс и Юханну Ларссон. Бабош и Главачкова по итогу в осенней части сезона выиграли четыре титула и сразу 18 матчей, проиграв лишь однажды. В итоговом парном рейтинге венгерка заняла седьмое место.
На старте сезона 2018 года Бабош вышла в четвертьфинал на турнире WTA в Шэньчжэне. С этого сезона она вновь стала выступать в парном разряде совместно с Кристиной Младенович и уже на первом для себя турнире они добились громкого успеха. Бабош и Младенович на Открытом чемпионате Австралии по теннису в парном разряде выиграли титул Большого шлема, обыграв в финале россиянок Елену Веснину и Екатерину Макарову — 6-4, 6-3. Этот первый титул для Тимеи на турнирах серии. Также Бабош сыграла в финале в миксте в альянсе с Роханом Бопанной из Индии, однако они проиграли матч за титул паре Габриэла Дабровски и Мате Павич. В начале февраля на турнире в Тайбэе Тимея сумела завоевать свой третий одиночный титул WTA. Посеянная под четвёртым номером, в финале она переиграла украинку Катерину Козлову — 7-5, 6-1. В апреле она дошла до финала турнира в Монтеррее, но проиграла в трёхсетовом поединке Гарбинье Мугурусе из Испании.
В дальнейшем по ходу сезона 2018 года основные успехи Бабош пришлись на парные выступления. В мае Бабош и Младенович вышли в финал турнира в Мадриде. На Ролан Гаррос они достигли полуфинала. В июне Бабош и Младенович взяли парный трофей турнира в Бирмингеме, а на Уимблдоне доиграли до 1/4 финала. После этого Тимее удалось впервые стать первой ракеткой мира в парном теннисе. В сентябре Бабош и Младенович имели шанс выиграть второй Большой шлем в сезоне, но в парном финале Открытого чемпионата США проиграли Эшли Барти и Коко Вандевеге — 6-3, 6-7(2), 6-7(6). Итоговом турнире они смогли реабилитироваться, обыграв в полуфинале Барти и Вандевеге и затем выиграли завершающий сезон турнир. В решающем матче Бабош и Младенович нанесли поражение чешском дуэту Барбора Крейчикова и Катерина Синякова — 6-4, 7-5. Тимея закончила сезон в топ-70 одиночного рейтинга и на третьем месте в парном.

### 2019—2021 (три парных титула Большого шлема)
Результаты в одиночном разряде всё ухудшались и уже в феврале Бабош покинула топ-100 одиночного рейтинга. В парном же разряде она оставалась одним из лидеров, играя в паре с Младенович. В январе Бабош и Младенович второй сезон подряд смогли выйти в финала Открытого чемпионата Австралии в парах. На этот раз титул им не достался. В последнем матче турнира они уступили Саманте Стосур и Чжан Шуай со счётом 3-6, 4-6. В апреле на турнире в Стамбуле они выиграли первый титул в сезоне, который стал 20-м для Бабош на парных соревнованиях WTA-тура. На Ролан Гаррос их ждал новый успех. Они смогли выиграть второй совместный Большой шлем, переиграв в финале китаянок Дуань Инъин и Чжэн Сайсай со счётом 6-2, 6-3.
В июне 2019 года Бабош, находясь за пределами первой сотни в одиночках, сыграла на 100-тысячнике ITF в Илкли и прошла там в финал. На Уимблдоне Бабош и Младенович доиграли до стадии 1/2 финала парных соревнований, на Открытом чемпионате США до 1/4 финала. Так же в Нью-Йорке Бабош прошла три раунда квалификации и сыграла в основной сетке в одиночках,
где во втором раунде американке Кори Гауфф в трёх сетах. На Итоговом турнире они второй год подряд выиграли титул, обыграв в финале Се Шувэй и Барбору Стрыцову — 6-1, 6-3. Таким образом, Тимея третий год подряд взяла титул Итогового турнира и завершила сезон на третьем месте парного рейтинга. В ноябре ей удалось выйти в одиночный финал турнира младшей серии WTA 125 в Тайбэе.
В начале 2020 года Бабош и Младенович третий сезон подряд сыграли в финале парного Открытого чемпионата Австралии и одержали свою вторую победу. В титульном матче он обыграли Се Шувэй и Барбору Стрыцову — 6-2, 6-1. В октябре они смогли выиграть второй Большой шлем в сезоне на кортах Ролан Гаррос. В решающем матче они нанесли поражение Алексе Гуарачи и Дезире Кравчик — 6-4, 7-5. В парном рейтинге Бабош закончила сезон на четвёртой строчке.

### 2022—2025
В попытках наладить игру в одиночном разряде Бабош всё чаще играла на турнирах уровня ITF, но так и не смогла вернуться на топовый уровень в одиночках. Из-за этого страдала и парная карьера. Она выиграла несколько титулов в цикле ITF, а полноценно к постоянным выступлениям в WTA-туре в парном разряде вернулась уже в 2024 году.
В середине апреля 2024 года стала победительницей парного турнира в Руане вместе с россиянкой Ириной Хромачёвой, где они в финале победили британок Нейкту Бэйнс и Майю Ламсден со счётом 6-3, 6-4. В июле она вышла в четвертьфинал Уимблдона в паре с Надеждой Киченок. В феврале 2025 года Бабош совместно с Луизой Стефани стала победительницей турнира в Линце.

## Итоговое место в рейтинге WTA по годам
| Год  | Одиночный рейтинг | Парный рейтинг |
| 2024 | 333               | 55             |
| 2023 | 177               | 63             |
| 2022 | 319               | 92             |
| 2021 | 161               | 25             |
| 2020 | 115               | 4              |
| 2019 | 104               | 3              |
| 2018 | 61                | 3              |
| 2017 | 57                | 7              |
| 2016 | 26                | 15             |
| 2015 | 85                | 11             |
| 2014 | 99                | 21             |
| 2013 | 88                | 45             |
| 2012 | 64                | 90             |
| 2011 | 153               | 145            |
| 2010 | 329               | 406            |
| 2009 | 700               | 671            |

## Выступления на турнирах

### Финалы турнировWTAв одиночном разряде (8)

#### Победы (3)
| Легенда:                                   |
| ------------------------------------------ |
| Турниры Большого шлема (0+4)*              |
| Олимпиада (0)                              |
| Итоговый турнир WTA (0+3)                  |
| Premier Mandatory / WTA 1000 Mandatory (0) |
| Premier 5 / WTA 1000 (0+2)                 |
| Premier / WTA 500 (0+6)                    |
| International / WTA 250 (3+12)             |

| Титулы по покрытиям | Титулы по месту проведения матчей турнира |
| ------------------- | ----------------------------------------- |
| Хард (3+14)*        | Зал (2+7)                                 |
| Грунт (0+10)        | Зал (2+7)                                 |
| Трава (0+2)         | Открытый воздух (1+20)                    |
| Ковёр (0+1)         | Открытый воздух (1+20)                    |

* количество побед в одиночном разряде + количество побед в парном разряде.
| №  | Дата            | Турнир             | Покрытие   | Соперница в финале | Счёт           |
| 1. | 26 февраля 2012 | Монтеррей, Мексика | Хард       | Александра Каданцу | 6-4 6-4        |
| 2. | 26 февраля 2017 | Будапешт, Венгрия  | Хард (зал) | Луция Шафаржова    | 6-7(4) 6-4 6-3 |
| 3. | 4 февраля 2018  | Тайбэй, Тайвань    | Хард (зал) | Катерина Козлова   | 7-5 6-1        |

#### Поражения (5)
| №  | Дата             | Турнир                  | Покрытие    | Соперница в финале   | Счёт        |
| 1. | 2 мая 2015       | Марракеш, Марокко       | Грунт       | Элина Свитолина      | 5-7 6-7(3)  |
| 2. | 5 августа 2016   | Флорианополис, Бразилия | Хард        | Ирина-Камелия Бегу   | 6-2 4-6 3-6 |
| 3. | 17 сентября 2017 | Квебек, Канада          | Ковёр (зал) | Алисон ван Эйтванк   | 7-5 4-6 1-6 |
| 4. | 30 сентября 2017 | Ташкент, Узбекистан     | Хард        | Екатерина Бондаренко | 4-6 4-6     |
| 5. | 8 апреля 2018    | Монтеррей, Мексика      | Хард        | Гарбинье Мугуруса    | 6-3 4-6 3-6 |

### Финалы турнировWTA 125иITFв одиночном разряде (27)

#### Победы (16)
| Легенда:                    |
| --------------------------- |
| WTA 125 (1+1)*              |
| 100.000 USD (1+4)           |
| 80.000 (75.000)** USD (1)   |
| 60.000 (50.000)** USD (2+2) |
| 25.000 USD (8+7)            |
| 15.000 (10.000)** USD (3+1) |

** призовой фонд до 2017 года
| Титулы по покрытиям | Титулы по месту проведения матчей турнира |
| ------------------- | ----------------------------------------- |
| Хард (10+11)*       | Зал (5+2)                                 |
| Грунт (5+4)         | Зал (5+2)                                 |
| Трава (0)           | Открытый воздух (11+13)                   |
| Ковёр (1)           | Открытый воздух (11+13)                   |

* количество побед в одиночном разряде + количество побед в парном разряде.
| №   | Дата            | Турнир                     | Покрытие    | Соперница в финале | Счёт              |
| 1.  | 10 мая 2009     | Эдинбург, Великобритания   | Грунт       | Наоми Броуди       | 6-4 6-7(3) 7-6(8) |
| 2.  | 8 ноября 2009   | Сандерленд, Великобритания | Хард (зал)  | Матея Межак        | 7-6(2) 6-4        |
| 3.  | 9 мая 2010      | Эдинбург, Великобритания   | Грунт       | Тара Мур           | 6-2 6-2           |
| 4.  | 17 июля 2010    | Уокинг, Великобритания     | Хард        | Кэти О`Брайен      | 7-5 6-4           |
| 5.  | 5 декабря 2010  | Бендиго, Австралия         | Хард        | Елица Костова      | 3-6 6-3 7-5       |
| 6.  | 19 июня 2011    | Астана, Казахстан          | Хард        | Тадея Маерич       | 6-0 6-2           |
| 7.  | 3 июля 2011     | Штутгарт, Германия         | Грунт       | Корина Перкович    | 1-6 6-2 6-3       |
| 8.  | 30 октября 2011 | Сагеней, Канада            | Хард (зал)  | Джулия Босеруп     | 7-6(7) 6-3        |
| 9.  | 27 ноября 2011  | Хельсинки, Финляндия       | Хард (зал)  | Яна Чепелова       | 6-3 6-1           |
| 10. | 12 мая 2013     | Йоханнесбург, ЮАР          | Хард        | Шанель Симмондс    | 6-7(3) 6-4 6-1    |
| 11. | 4 мая 2014      | Гифу, Япония               | Хард        | Екатерина Бычкова  | 6-1 6-2           |
| 12. | 26 октября 2014 | Пуатье, Франция            | Хард (зал)  | Осеан Додан        | 6-3 4-6 7-5       |
| 13. | 22 ноября 2015  | Тайбэй, Тайвань            | Ковёр (зал) | Мисаки Дои         | 7-5 6-3           |
| 14. | 9 апреля 2023   | Джэксон, США               | Грунт       | Уитни Осигве       | 7-5 7-5           |
| 15. | 23 апреля 2023  | Шарм-эш-Шейх, Египет       | Хард        | Мария Тимофеева    | 6-4 6-1           |
| 16. | 7 мая 2023      | Аламинос, Кипр             | Грунт       | Ралука Шербан      | 6-4 5-7 7-6(5)    |

#### Поражения (11)
| №   | Дата            | Турнир                    | Покрытие    | Соперница в финале | Счёт            |
| 1.  | 3 мая 2009      | Борнмут, Великобритания   | Грунт       | Свеня Вайдманн     | 6-4 3-6 4-6     |
| 2.  | 12 июля 2009    | Филикстоу, Великобритания | Трава       | Анна Смит          | 5-7 6-3 4-6     |
| 3.  | 15 ноября 2009  | Джерси, Великобритания    | Хард (зал)  | Матея Межак        | 2-6 3-6         |
| 4.  | 13 июня 2010    | Будапешт, Венгрия         | Грунт       | Матильда Юханссон  | 7-6(4) 1-6 0-6  |
| 5.  | 8 января 2012   | Цюаньчжоу, Китай          | Хард        | Кимико Датэ-Крумм  | 3-6 3-6         |
| 6.  | 3 августа 2013  | Донецк, Украина           | Хард        | Элина Свитолина    | 6-3 2-6 6-7(9)  |
| 7.  | 3 ноября 2013   | Торонто, Канада           | Хард (зал)  | Виктория Дюваль    | 5-7 — отказ     |
| 8.  | 23 июня 2019    | Илкли, Великобритания     | Трава       | Моника Никулеску   | 2-6 6-4 3-6     |
| 9.  | 17 ноября 2019  | Тайбэй, Тайвань           | Ковёр (зал) | Виталия Дьяченко   | 3-6 2-6         |
| 10. | 24 октября 2021 | Гамбург, Германия         | Хард (зал)  | Антония Ружич      | 2-6 1-4 — отказ |
| 11. | 19 марта 2023   | Претория, ЮАР             | Хард        | Алина Корнеева     | 3-6 6-7(3)      |

### Финалы турниров Большого шлема в парном разряде (8)

#### Победы (4)
| №  | Год  | Турнир                           | Покрытие | Партнёрша           | Соперницы в финале               | Счёт    |
| 1. | 2018 | Открытый чемпионат Австралии     | Хард     | Кристина Младенович | Елена Веснина Екатерина Макарова | 6-4 6-3 |
| 2. | 2019 | Открытый чемпионат Франции       | Грунт    | Кристина Младенович | Дуань Инъин Чжэн Сайсай          | 6-2 6-3 |
| 3. | 2020 | Открытый чемпионат Австралии (2) | Хард     | Кристина Младенович | Се Шувэй Барбора Стрыцова        | 6-2 6-1 |
| 4. | 2020 | Открытый чемпионат Франции (2)   | Грунт    | Кристина Младенович | Алекса Гуарачи Дезире Кравчик    | 6-4 7-5 |

#### Поражения (4)
| №  | Год  | Турнир                       | Покрытие | Партнёрша           | Соперницы в финале           | Счёт              |
| 1. | 2014 | Уимблдон                     | Трава    | Кристина Младенович | Роберта Винчи Сара Эррани    | 1-6 3-6           |
| 2. | 2016 | Уимблдон (2)                 | Трава    | Ярослава Шведова    | Винус Уильямс Серена Уильямс | 3-6 4-6           |
| 3. | 2018 | Открытый чемпионат США       | Хард     | Кристина Младенович | Эшли Барти Коко Вандевеге    | 6-3 6-7(2) 6-7(6) |
| 4. | 2019 | Открытый чемпионат Австралии | Хард     | Кристина Младенович | Саманта Стосур Чжан Шуай     | 3-6 4-6           |

### Финалы Итогового турнираWTAв парном разряде (3)

#### Победы (3)
| №  | Год  | Место     | Покрытие   | Партнёрша           | Соперницы в финале                   | Счёт           |
| 1. | 2017 | Сингапур  | Хард (зал) | Андреа Главачкова   | Кики Бертенс Юханна Ларссон          | 4-6 6-4 [10-5] |
| 2. | 2018 | Сингапур  | Хард (зал) | Кристина Младенович | Барбора Крейчикова Катерина Синякова | 6-4 7-5        |
| 3. | 2019 | Шэньчжэнь | Хард (зал) | Кристина Младенович | Се Шувэй Барбора Стрыцова            | 6-1 6-3        |

### Финалы турнировWTAв парном разряде (40)

#### Победы (27)
| №   | Дата             | Турнир                           | Покрытие    | Партнёрша              | Соперницы в финале                     | Счёт              |
| 1.  | 17 июня 2012     | Бирмингем, Великобритания        | Трава       | Се Шувэй               | Лиза Реймонд Лизель Хубер              | 7-5 6-7(2) [10-8] |
| 2.  | 23 февраля 2013  | Богота, Колумбия                 | Грунт       | Мэнди Минелла          | Ева Бирнерова Александра Панова        | 6-4 6-3           |
| 3.  | 7 апреля 2013    | Монтеррей, Мексика               | Хард        | Кимико Датэ-Крумм      | Ева Бирнерова Тамарин Танасугарн       | 6-1 6-4           |
| 4.  | 28 апреля 2013   | Марракеш, Марокко                | Грунт       | Мэнди Минелла          | Петра Мартич Кристина Младенович       | 6-3 6-1           |
| 5.  | 14 сентября 2013 | Ташкент, Узбекистан              | Хард        | Ярослава Шведова       | Ольга Говорцова Мэнди Минелла          | 6-3 6-3           |
| 6.  | 10 января 2014   | Сидней, Австралия                | Хард        | Луция Шафаржова        | Роберта Винчи Сара Эррани              | 7-5 3-6 [10-7]    |
| 7.  | 20 апреля 2014   | Куала-Лумпур, Малайзия           | Хард        | Чжань Хаоцин           | Чжань Юнжань Чжэн Сайсай               | 6-3 6-4           |
| 8.  | 21 февраля 2015  | Дубай, ОАЭ                       | Хард        | Кристина Младенович    | Гарбинье Мугуруса Карла Суарес Наварро | 6-3 6-2           |
| 9.  | 1 мая 2015       | Марракеш, Марокко (2)            | Грунт       | Кристина Младенович    | Марина Заневская Лаура Зигемунд        | 6-1 7-6(5)        |
| 10. | 17 мая 2015      | Рим, Италия                      | Грунт       | Кристина Младенович    | Саня Мирза Мартина Хингис              | 6-4 6-3           |
| 11. | 13 января 2017   | Сидней, Австралия (2)            | Хард        | Анастасия Павлюченкова | Саня Мирза Барбора Стрыцова            | 6-4 6-4           |
| 12. | 5 мая 2017       | Рабат, Марокко (3)               | Грунт       | Андреа Главачкова      | Марина Заневская Нина Стоянович        | 2-6 6-3 [10-5]    |
| 13. | 17 сентября 2017 | Квебек, Канада                   | Ковёр (зал) | Андреа Главачкова      | Бьянка Андрееску Карсон Брэнстин       | 6-3 6-1           |
| 14. | 30 сентября 2017 | Ташкент, Узбекистан (2)          | Хард        | Андреа Главачкова      | Оксана Калашникова Нао Хибино          | 7-5 6-4           |
| 15. | 20 октября 2017  | Москва, Россия                   | Хард (зал)  | Андреа Главачкова      | Николь Мелихар Анна Смит               | 6-2 3-6 [10-3]    |
| 16. | 29 октября 2017  | Финал тура WTA                   | Хард (зал)  | Андреа Главачкова      | Кики Бертенс Юханна Ларссон            | 4-6 6-4 [10-5]    |
| 17. | 26 января 2018   | Открытый чемпионат Австралии     | Хард        | Кристина Младенович    | Елена Веснина Екатерина Макарова       | 6-4 6-3           |
| 18. | 24 июня 2018     | Бирмингем, Великобритания (2)    | Трава       | Кристина Младенович    | Элизе Мертенс Деми Схюрс               | 4-6 6-3 [10-8]    |
| 19. | 28 октября 2018  | Финал тура WTA (2)               | Хард (зал)  | Кристина Младенович    | Барбора Крейчикова Катерина Синякова   | 6-4 7-5           |
| 20. | 28 апреля 2019   | Стамбул, Турция                  | Грунт       | Кристина Младенович    | Алекса Гуарачи Сабрина Сантамария      | 6-1 6-0           |
| 21. | 9 июня 2019      | Открытый чемпионат Франции       | Грунт       | Кристина Младенович    | Дуань Инъин Чжэн Сайсай                | 6-2 6-3           |
| 22. | 3 ноября 2019    | Финал тура WTA (3)               | Хард (зал)  | Кристина Младенович    | Се Шувэй Барбора Стрыцова              | 6-1 6-3           |
| 23. | 31 января 2020   | Открытый чемпионат Австралии (2) | Хард        | Кристина Младенович    | Се Шувэй Барбора Стрыцова              | 6-2 6-1           |
| 24. | 11 октября 2020  | Открытый чемпионат Франции (2)   | Грунт       | Кристина Младенович    | Алекса Гуарачи Дезире Кравчик          | 6-4 7-5           |
| 25. | 21 апреля 2024   | Руан, Франция                    | Грунт (зал) | Ирина Хромачёва        | Нейкта Бэйнс Майя Ламсден              | 6-3 6-4           |
| 26. | 2 февраля 2025   | Линц, Австрия                    | Хард (зал)  | Луиза Стефани          | Людмила Киченок Надежда Киченок        | 3-6 7-5 [10-4]    |
| 27. | 24 мая 2025      | Страсбург, Франция               | Грунт       | Луиза Стефани          | Го Ханьюй Николь Мелихар-Мартинес      | 6-3 6-7(4) [10-7] |

#### Поражения (13)
| №   | Дата            | Турнир                       | Покрытие   | Партнёрша           | Соперницы в финале                        | Счёт              |
| 1.  | 12 января 2013  | Хобарт, Австралия            | Хард       | Мэнди Минелла       | Гарбинье Мугуруса Мария Тереса Торро Флор | 3-6 6-7(5)        |
| 2.  | 2 февраля 2014  | Париж, Франция               | Хард (зал) | Кристина Младенович | Анна-Лена Грёнефельд Квета Пешке          | 7-6(7) 4-6 [5-10] |
| 3.  | 6 апреля 2014   | Монтеррей, Мексика           | Хард       | Ольга Говорцова     | Меган Мултон-Леви Дарья Юрак              | 6-7(5) 6-3 [9-11] |
| 4.  | 5 июня 2014     | Уимблдонский турнир          | Трава      | Кристина Младенович | Роберта Винчи Сара Эррани                 | 1-6 3-6           |
| 5.  | 17 августа 2014 | Цинциннати, США              | Хард       | Кристина Младенович | Ракель Копс-Джонс Абигейл Спирс           | 1-6 0-2 — отказ   |
| 6.  | 3 апреля 2016   | Майами, США                  | Хард       | Ярослава Шведова    | Бетани Маттек-Сандс Луция Шафаржова       | 3-6 4-6           |
| 7.  | 9 июля 2016     | Уимблдонский турнир (2)      | Трава      | Ярослава Шведова    | Винус Уильямс Серена Уильямс              | 3-6 4-6           |
| 8.  | 4 августа 2016  | Флорианополис, Бразилия      | Хард       | Река-Луца Яни       | Людмила Киченок Надежда Киченок           | 3-6 1-6           |
| 9.  | 13 мая 2017     | Мадрид, Испания              | Грунт      | Андреа Главачкова   | Мартина Хингис Чжань Юнжань               | 4-6 3-6           |
| 10. | 8 октября 2017  | Пекин, Китай                 | Хард       | Андреа Главачкова   | Мартина Хингис Чжань Юнжань               | 1-6 4-6           |
| 11. | 12 мая 2018     | Мадрид, Испания (2)          | Грунт      | Кристина Младенович | Елена Веснина Екатерина Макарова          | 6-2 4-6 [8-10]    |
| 12. | 9 сентября 2018 | Открытый чемпионат США       | Хард       | Кристина Младенович | Эшли Барти Коко Вандевеге                 | 6-3 6-7(2) 6-7(6) |
| 13. | 25 января 2019  | Открытый чемпионат Австралии | Хард       | Кристина Младенович | Саманта Стосур Чжан Шуай                  | 3-6 4-6           |

### Финалы турнировWTA 125иITFв парном разряде (32)

#### Победы (15)
| №   | Дата            | Турнир                     | Покрытие   | Партнёрша           | Соперницы в финале                        | Счёт           |
| 1.  | 3 мая 2009      | Борнмут, Великобритания    | Грунт      | Стефани Корниш      | Эликсан Лешемия Ализе Лим                 | Без игры       |
| 2.  | 17 июля 2010    | Уокинг, Великобритания     | Хард       | Эмма Лайне          | Джоселин Рей Эмелин Старр                 | 6-2 6-2        |
| 3.  | 19 ноября 2010  | Веллингтон, Новая Зеландия | Хард       | Тамми Паттерсон     | Ярмила Грот Джада Хоппер                  | 6-3 6-2        |
| 4.  | 28 ноября 2010  | Траралгон, Австралия       | Хард       | Мелани Саут         | Ярмила Грот Джада Хоппер                  | 6-3 6-2        |
| 5.  | 3 декабря 2010  | Бендиго, Австралия         | Хард       | Мелани Саут         | Ярмила Грот Джада Хоппер                  | 6-3 6-2        |
| 6.  | 13 марта 2011   | Ирапуато, Мексика          | Хард       | Йоханна Конта       | Николь Роттманн Макалл Харкинс            | 6-3 6-4        |
| 7.  | 26 марта 2011   | Бат, Великобритания        | Хард (зал) | Анна Кремер         | Марта Домаховская Катажина Питер          | 7-6(5) 6-2     |
| 8.  | 24 июля 2011    | Ла-Корунья, Испания        | Хард       | Виктория Ларрьер    | Летисия Костас Морейра Инес Феррер Суарес | 7-5 6-3        |
| 9.  | 30 октября 2011 | Сагеней, Канада            | Хард (зал) | Джессика Пегула     | Габриэла Дабровски Мари-Эв Пеллетье       | 6-4 6-3        |
| 10. | 10 августа 2013 | Сучжоу, Китай              | Хард       | Михаэлла Крайчек    | Хань Синьюнь Эри Ходзуми                  | 6-2 6-2        |
| 11. | 8 мая 2022      | Бонита-Спрингс, США        | Грунт      | Нао Хибино          | Ольга Говорцова Катажина Кава             | 6-4 3-6 [10-7] |
| 12. | 6 ноября 2022   | Барранкилья, Колумбия      | Грунт      | Катерина Володько   | Каролина Алвес Валерия Страхова           | 3-6 7-5 [10-7] |
| 13. | 11 декабря 2022 | Дубай, ОАЭ                 | Хард       | Кристина Младенович | Катерина Володько Магдалена Френх         | 6-1 6-3        |
| 14. | 13 августа 2023 | Маспаломас, Испания        | Грунт      | Анна Бондарь        | Лейре Ромеро Гормас Аранча Рус            | 6-4 3-6 [10-4] |
| 15. | 10 декабря 2023 | Дубай, ОАЭ                 | Хард       | Вера Звонарёва      | Оливия Николлс Хезер Уотсон               | 6-1 2-6 [10-7] |

#### Поражения (17)
| №   | Дата             | Турнир                            | Покрытие   | Партнёрша             | Соперницы в финале                    | Счёт              |
| 1.  | 14 ноября 2010   | Джерси                            | Хард (зал) | Малу Эйдесгард        | Кики Бертенс Даниэлла Хармсен         | 5-7 5-7           |
| 2.  | 5 февраля 2010   | Берни, Австралия                  | Хард       | Анна Арина Маренко    | Джессика Мур Арина Родионова          | 2-6 4-6           |
| 3.  | 9 мая 2010       | Эдинбург, Великобритания          | Хард       | Тара Мур              | Джоселин Рей Аманда Эллиотт           | 6-7(5) 4-6        |
| 4.  | 9 мая 2010       | Калгурли, Австралия               | Хард       | Моника Вейнерт        | Даниэлла Доминикович Джессика Мур     | 4-6 6-2 [6-10]    |
| 5.  | 25 июня 2011     | Кристинехамн, Швеция              | Грунт      | Ксения Лыкина         | Эмма Лайне Мервана Югич-Салкич        | 4-6 4-6           |
| 6.  | 17 сентября 2011 | Местре, Италия                    | Грунт      | Магда Линетт          | Валентина Ивахненко Марина Мельникова | 4-6 5-7           |
| 7.  | 6 ноября 2011    | Торонто, Канада                   | Хард (зал) | Джессика Пегула       | Габриэла Дабровски Мари-Эв Пеллетье   | 5-7 7-6(5) [4-10] |
| 8.  | 26 ноября 2011   | Хельсинки, Финляндия              | Хард (зал) | Ирина Бурячок         | Жанетта Гусарова Эмма Лайне           | 7-5 5-7 [9-11]    |
| 9.  | 9 ноября 2014    | Лимож, Франция                    | Хард (зал) | Кристина Младенович   | Рената Ворачова Катерина Синякова     | 6-2 2-6 [5-10]    |
| 10. | 3 апреля 2022    | Претория, ЮАР                     | Хард       | Валерия Савиных       | Коди Вонг Хун И Юдис Чун              | 5-7 7-5 [11-13]   |
| 11. | 3 июля 2022      | Чарлстон, США                     | Грунт      | Марсела Сакариас      | Сачия Викери Алисия Паркс             | 4-6 7-5 [5-10]    |
| 12. | 21 августа 2022  | Ванкувер, Канада                  | Хард       | Анжела Куликов        | Мию Като Эйжа Мухаммад                | 3-6 5-7           |
| 13. | 12 марта 2023    | Претория, ЮАР                     | Хард       | Хеорхина Гарсия Перес | Эмина Бектас Лина Глушко              | 3-6 6-4 [11-13]   |
| 14. | 22 октября 2023  | Шэньчжэнь, Китай                  | Хард       | Катерина Володько     | Кристина Младенович Моюка Утидзима    | 2-6 5-7           |
| 15. | 3 декабря 2023   | Андорра-ла-Велья, Андорра         | Хард (зал) | Хезер Уотсон          | Эрика Андреева Селин Неф              | 2-6 1-6           |
| 16. | 31 марта 2024    | Анталья, Турция                   | Грунт      | Вера Звонарёва        | Анжелика Морателли Камилла Розателло  | 3-6 6-3 [13-15]   |
| 17. | 7 апреля 2024    | Ла-Бисбаль-дель-Ампурдан, Испания | Грунт      | Далма Галфи           | Мириам Колодзиёва Анна Сискова        | Без игры          |

### Финалы турниров Большого шлема в смешанном парном разряде (2)

#### Поражения (2)
| №  | Дата | Турнир                       | Покрытие | Партнёр        | Соперники в финале            | Счёт           |
| 1. | 2015 | Уимблдон                     | Трава    | Александр Пейя | Мартина Хингис Леандер Паес   | 1-6 1-6        |
| 2. | 2018 | Открытый чемпионат Австралии | Хард     | Рохан Бопанна  | Габриэла Дабровски Мате Павич | 6-2 4-6 [9-11] |

## История выступлений на турнирах
По состоянию на 3 марта 2025 года
Для того, чтобы предотвратить неразбериху и удваивание счета, информация в этой таблице корректируется только по окончании участия там данного игрока.
| Турнир                       | 2011  | 2012  | 2013          | 2014          | 2015          | 2016   | 2017          | 2018          | 2019          | 2020          | 2021          | 2022          | 2023          | 2024  | Итог   | В/П за карьеру |
| ---------------------------- | ----- | ----- | ------------- | ------------- | ------------- | ------ | ------------- | ------------- | ------------- | ------------- | ------------- | ------------- | ------------- | ----- | ------ | -------------- |
| Турниры Большого шлема       |       |       |               |               |               |        |               |               |               |               |               |               |               |       |        |                |
| Открытый чемпионат Австралии | -     | К     | 1Р            | 1Р            | 1Р            | 2Р     | 1Р            | 2Р            | 2Р            | 1Р            | 2Р            | -             | -             | К     | 0 / 9  | 4-9            |
| Открытый чемпионат Франции   | -     | 1Р    | К             | К             | 1Р            | 2Р     | 1Р            | 1Р            | 1Р            | 1Р            | К             | -             | -             | К     | 0 / 7  | 1-7            |
| Уимблдонский турнир          | -     | 2Р    | 1Р            | 1Р            | 2Р            | 2Р     | 1Р            | 1Р            | К             | НП            | 1Р            | К             | К             | -     | 0 / 8  | 3-8            |
| Открытый чемпионат США       | К     | 1Р    | 1Р            | 1Р            | 1Р            | 3Р     | 2Р            | 1Р            | 2Р            | 1Р            | -             | -             | К             | -     | 0 / 9  | 4-9            |
| Итог                         | 0 / 0 | 0 / 3 | 0 / 3         | 0 / 3         | 0 / 4         | 0 / 4  | 0 / 4         | 0 / 4         | 0 / 3         | 0 / 3         | 0 / 2         | 0 / 0         | 0 / 0         | 0 / 0 | 0 / 33 |                |
| В/П в сезоне                 | 0-0   | 1-3   | 0-3           | 0-3           | 1-4           | 5-4    | 1-4           | 1-4           | 2-3           | 0-3           | 1-2           | 0-0           | 0-0           | 0-0   |        | 12-33          |
| Олимпийские игры             |       |       |               |               |               |        |               |               |               |               |               |               |               |       |        |                |
| Летняя олимпиада             | НП    | 2Р    | Не проводился | Не проводился | Не проводился | 1Р     | Не проводился | Не проводился | Не проводился | Не проводился | -             | Не проводился | Не проводился | -     | 0 / 2  | 1-2            |
| Итоговые турниры             |       |       |               |               |               |        |               |               |               |               |               |               |               |       |        |                |
| Трофей элиты WTA             | -     | -     | -             | -             | -             | Группа | -             | -             | -             | Не проводился | Не проводился | Не проводился | -             | НП    | 0 / 1  | 0-2            |

| Турнир                       | 2012  | 2013          | 2014          | 2015          | 2016  | 2017          | 2018          | 2019          | 2020          | 2021  | 2023  | 2024  | 2025  | Итог   | В/П за карьеру |
| ---------------------------- | ----- | ------------- | ------------- | ------------- | ----- | ------------- | ------------- | ------------- | ------------- | ----- | ----- | ----- | ----- | ------ | -------------- |
| Турниры Большого шлема       |       |               |               |               |       |               |               |               |               |       |       |       |       |        |                |
| Открытый чемпионат Австралии | -     | 1Р            | 3Р            | 2Р            | 2Р    | 3Р            | П             | Ф             | П             | -     | 2Р    | 2Р    | 3Р    | 2 / 11 | 27-9           |
| Открытый чемпионат Франции   | 2Р    | 1Р            | 1Р            | 2Р            | 3Р    | 2Р            | 1/4           | П             | П             | 1Р    | 2Р    | 1Р    |       | 2 / 12 | 21-10          |
| Уимблдонский турнир          | 1Р    | 1Р            | Ф             | 1/2           | Ф     | 3Р            | 1/4           | 1/2           | НП            | 1Р    | 3Р    | 1/4   |       | 0 / 11 | 27-11          |
| Открытый чемпионат США       | 1Р    | 2Р            | 1Р            | 3Р            | 3Р    | 1/4           | Ф             | 1/4           | 2Р            | -     | 1Р    | 1Р    |       | 0 / 11 | 17-10          |
| Итог                         | 0 / 3 | 0 / 4         | 0 / 4         | 0 / 4         | 0 / 4 | 0 / 4         | 1 / 4         | 1 / 4         | 2 / 3         | 0 / 2 | 0 / 4 | 0 / 4 | 0 / 1 | 4 / 45 |                |
| В/П в сезоне                 | 1-3   | 1-4           | 7-4           | 8-4           | 10-4  | 8-4           | 17-3          | 17-3          | 13-0          | 0-2   | 4-4   | 4-4   | 2-1   |        | 92-40          |
| Олимпийские игры             |       |               |               |               |       |               |               |               |               |       |       |       |       |        |                |
| Летняя олимпиада             | 1Р    | Не проводился | Не проводился | Не проводился | 1Р    | Не проводился | Не проводился | Не проводился | Не проводился | -     | НП    | -     | НП    | 0 / 2  | 0-2            |
| Итоговые турниры             |       |               |               |               |       |               |               |               |               |       |       |       |       |        |                |
| Итоговый турнир WTA          | -     | -             | -             | Группа        | 1/4   | П             | П             | П             | НП            | -     | -     | -     |       | 3 / 5  | 12-3           |

| Турнир                       | 2014  | 2015  | 2016  | 2017  | 2018  | 2019  | 2025  | Итог   | В/П за карьеру |
| ---------------------------- | ----- | ----- | ----- | ----- | ----- | ----- | ----- | ------ | -------------- |
| Турниры Большого шлема       |       |       |       |       |       |       |       |        |                |
| Открытый чемпионат Австралии | -     | 1P    | -     | -     | Ф     | 2P    | 2P    | 0 / 4  | 6-4            |
| Открытый чемпионат Франции   | 1/2   | 1/4   | -     | -     | -     | 2P    |       | 0 / 3  | 6-3            |
| Уимблдонский турнир          | 3Р    | Ф     | -     | -     | -     | -     |       | 0 / 2  | 6-2            |
| Открытый чемпионат США       | 1Р    | -     | 2Р    | 1/4   | -     | -     |       | 0 / 3  | 3-3            |
| Итог                         | 0 / 3 | 0 / 3 | 0 / 1 | 0 / 1 | 0 / 1 | 0 / 2 | 0 / 1 | 0 / 12 |                |
| В/П в сезоне                 | 5-3   | 6-3   | 1-1   | 2-1   | 4-1   | 2-2   | 1-1   |        | 21-12          |

## История результатов матчей на выигранных турнирах Большого шлема (сКристиной Младенович)
Открытый чемпионат Австралии-2018 (1)
| Стадия  | Соперницы (посев)                            | Рейтинг | Счёт           |
| 1 раунд | Натела Дзаламидзе Ксения Кнолль              | 76 / 58 | 7-5 6-3        |
| 2 раунд | Лара Арруабаррена Аранча Парра Сантонха (PR) | 66 / 93 | 3-6 6-3 6-4    |
| 3 раунд | Виктория Голубич Нина Стоянович              | 63 / 56 | 7-5 6-2        |
| 1/4     | Андреа Сестини Главачкова Латиша Чан (1)     | 5 / 1   | 6-4 0-6 7-6(6) |
| 1/2     | Пэн Шуай Се Шувэй (8)                        | 10 / 34 | 6-4 6-2        |
| Финал   | Елена Веснина Екатерина Макарова (2)         | 3 / 3   | 6-4 6-3        |

Открытый чемпионат Франции-2019 (2)
| Стадия  | Соперницы (посев)                     | Рейтинг   | Счёт           |
| 1 раунд | Ван Цян Цзян Синьюй                   | 254 / 103 | 6-2 6-2        |
| 2 раунд | Ализе Корне Петра Мартич              | 135 / 141 | 7-5 6-1        |
| 3 раунд | Лаура Зигемунд Анна-Лена Фридзам (PR) | 75 / 110  | 4-6 6-3 6-3    |
| 1/4     | Саманта Стосур Чжан Шуай (5)          | 14 / 9    | 3-6 6-1 7-6(3) |
| 1/2     | Элизе Мертенс Арина Соболенко (6)     | 6 / 23    | 6-2 6-1        |
| Финал   | Дуань Инъин Чжэн Сайсай               | 68 / 101  | 6-2 6-3        |

Открытый чемпионат Австралии-2020 (3)
| Стадия  | Соперницы (посев)                         | Рейтинг  | Счёт       |
| 1 раунд | Йоана Ралука Олару Далила Якупович        | 48 / 82  | 7-5 6-3    |
| 2 раунд | Эшли Барти Юлия Гёргес                    | 17 / 129 | 7-5 6-4    |
| 3 раунд | Виктория Кужмова Александра Соснович (15) | 30 / 46  | 7-6(4) 6-3 |
| 1/4     | Кори Гауфф Кэти Макнэлли                  | 69 / 64  | 6-2 6-4    |
| 1/2     | Латиша Чан Чжань Хаоцин (7)               | 15 / 15  | 7-5 6-2    |
| Финал   | Се Шувэй Барбора Стрыцова (1)             | 3 / 1    | 6-2 6-1    |

Открытый чемпионат Франции-2020 (4)
| Стадия  | Соперницы (посев)                        | Рейтинг    | Счёт        |
| 1 раунд | Анна Калинская Юлия Путинцева            | 100 / 180  | 6-0 6-4     |
| 2 раунд | Кейтлин Кристиан Гильяна Ольмос          | 64 / 67    | 2-6 6-4 6-2 |
| 3 раунд | Кристина-Андрея Миту Патрича Мария Циг   | 106 / 1453 | 6-2 6-3     |
| 1/4     | Марта Костюк Александра Соснович         | 272 / 56   | 6-2 7-5     |
| 1/2     | Барбора Крейчикова Катерина Синякова (4) | 9 / 10     | 6-2 4-6 7-5 |
| Финал   | Алекса Гуарачи Дезире Кравчик (14)       | 45 / 38    | 6-4 7-5     |